# Синод в Елвира
Синодът в Елвира (на латински: Concilium Eliberritanum; на испански: Concilio de Elvira) е ранно християнски синод в Елвира, днес Гранада, в римската провинция Испанска Бетика, в Испания.
Вероятно се състои между 305 и 306 г. Участват 19 епископи и 24 презвитери от 37 общини на иберийските провинции. Синодът се занимава главно с проблемите от ежедневния живот на християните с езичниците. На този събор се наблюдават първите прояви на християнско иконоборство в Европа.